# 玉桂寺前駅
玉桂寺前駅（ぎょくけいじまええき）は、滋賀県甲賀市信楽町勅旨にある信楽高原鐵道信楽線の駅。

## 歴史
- 1987年（昭和62年）7月13日：信楽高原鐵道の駅として開業[1]。
- 2022年（令和4年）5月29日：待合所をリニューアル[2]。

## 駅構造

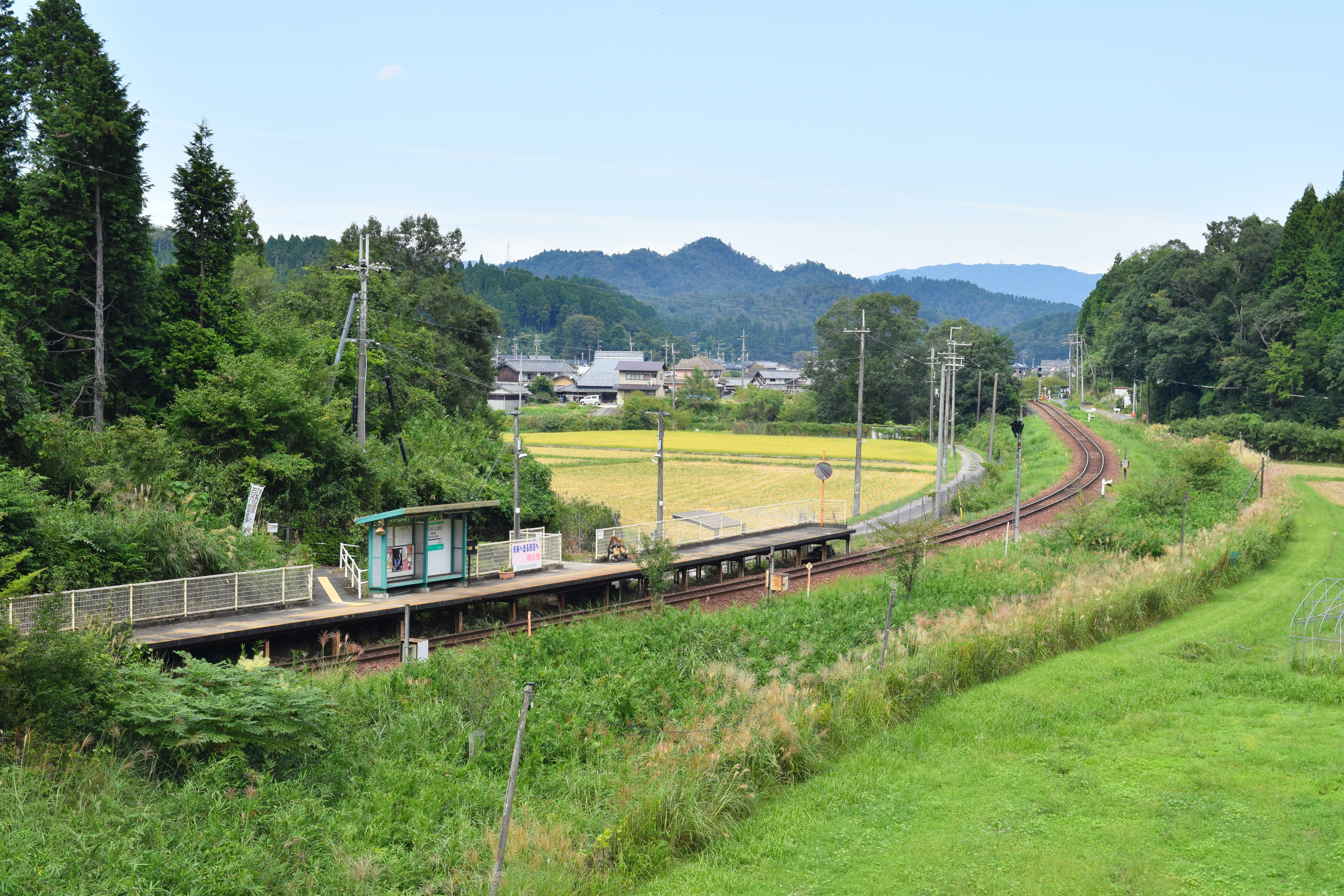
保良の宮橋から駅を望む（2019年9月）

単式ホーム1面1線の地上駅で、無人駅。駅舎・公衆トイレともにないのは線内ではこの駅が唯一である。なお、ホームには狸の置物（信楽焼）が2体置かれている。

### 駅の改装
信楽高原鐵道は2022年3月から同年4月にかけて待合所の改装を行うためクラウドファンディングで87名から200万円を集め、5月下旬に昭和中期の雰囲気を出した外装にリニューアルした。NHK連続テレビ小説「スカーレット」の舞台となった昭和30 - 40年代をモチーフとし、テレビや映画のセットを制作する会社に依頼してラッピングを作成した。これに併せて、鉄骨柱の塗り替えが行われ、茶色に塗り直された。雰囲気づくりのため、古い電灯のレプリカや実在しない理髪店の看板も設置されている。

## 利用状況
2022年現在、ケーブル鉄道を除いて滋賀県内で最も一日平均利用客数が少ない駅である。
| 年度               | 1日平均乗車人員 |
| ------------------ | --------------- |
| 2011年（平成23年） | 10              |
| 2012年（平成24年） | 10              |
| 2013年（平成25年） | 7               |
| 2014年（平成26年） | 7               |
| 2015年（平成27年） | 7               |
| 2016年（平成28年） | 1               |
| 2017年（平成29年） | 7               |

## 駅周辺
森や山に囲まれており、大戸川は駅東側を流れる。駅名の由来となった玉桂寺は吊り橋を渡った先のすぐ近くにある。なお、国道307号は駅西側を通るが、当駅から600メートルほど離れている。
- 玉桂寺[5] - 境内に立つコウヤマキは県の天然記念物[6][7][8]。
- 保良（）の宮橋[9][10]
- 滋賀県立陶芸の森
- 第一大戸川橋梁
- 国道307号
- 大戸川

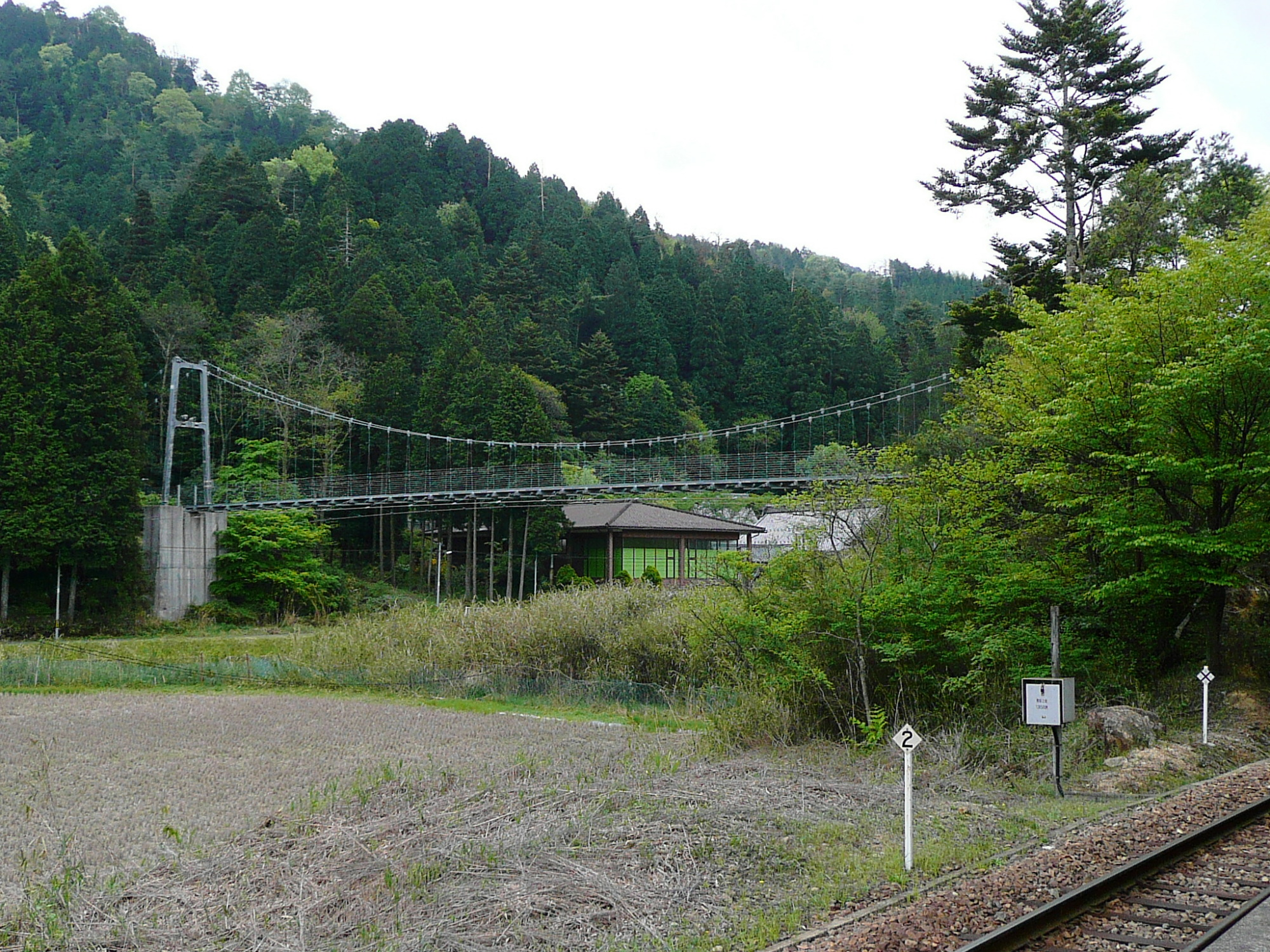
保良の宮橋（2008年2月、駅から望む）
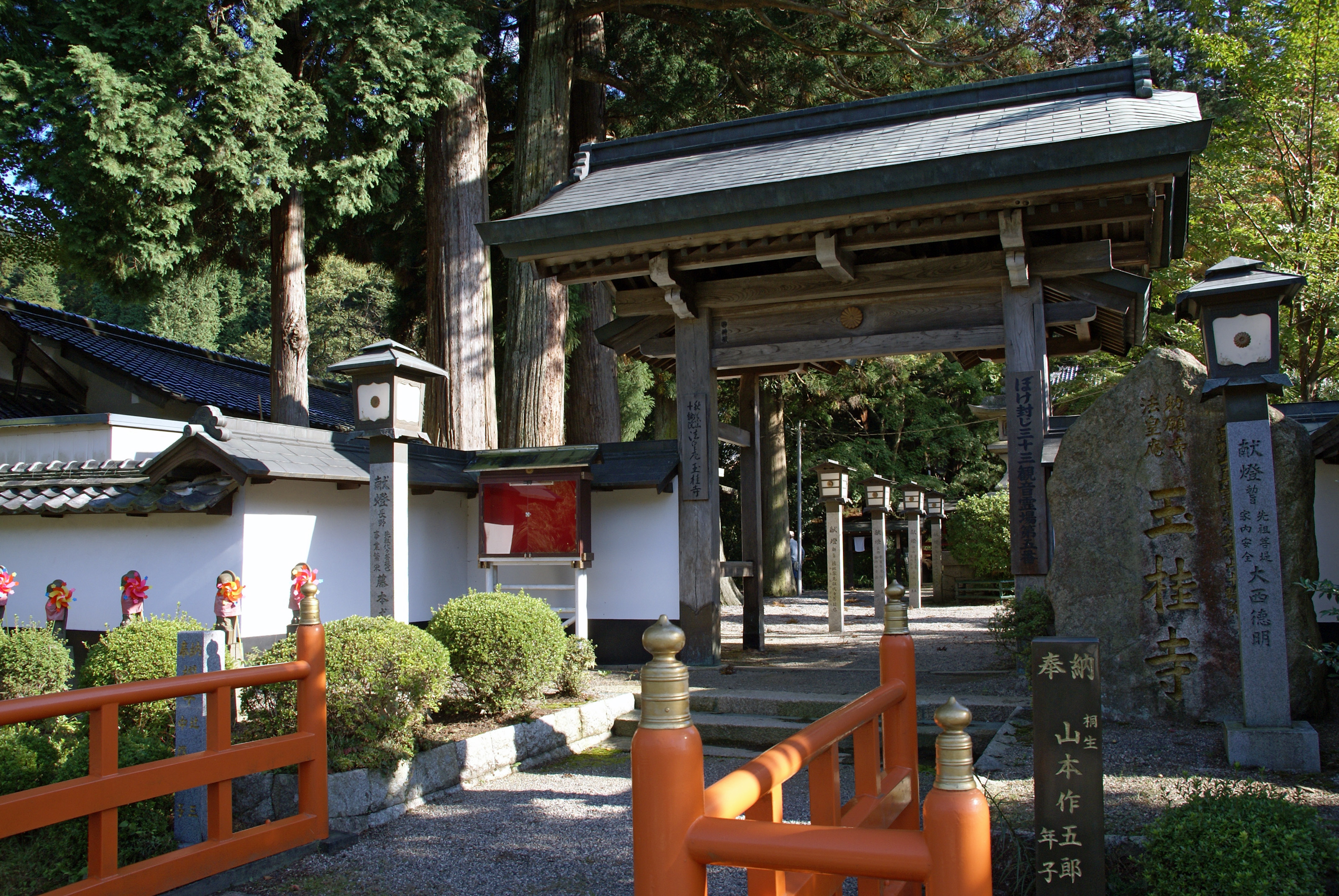
玉桂寺 山門（2007年10月）
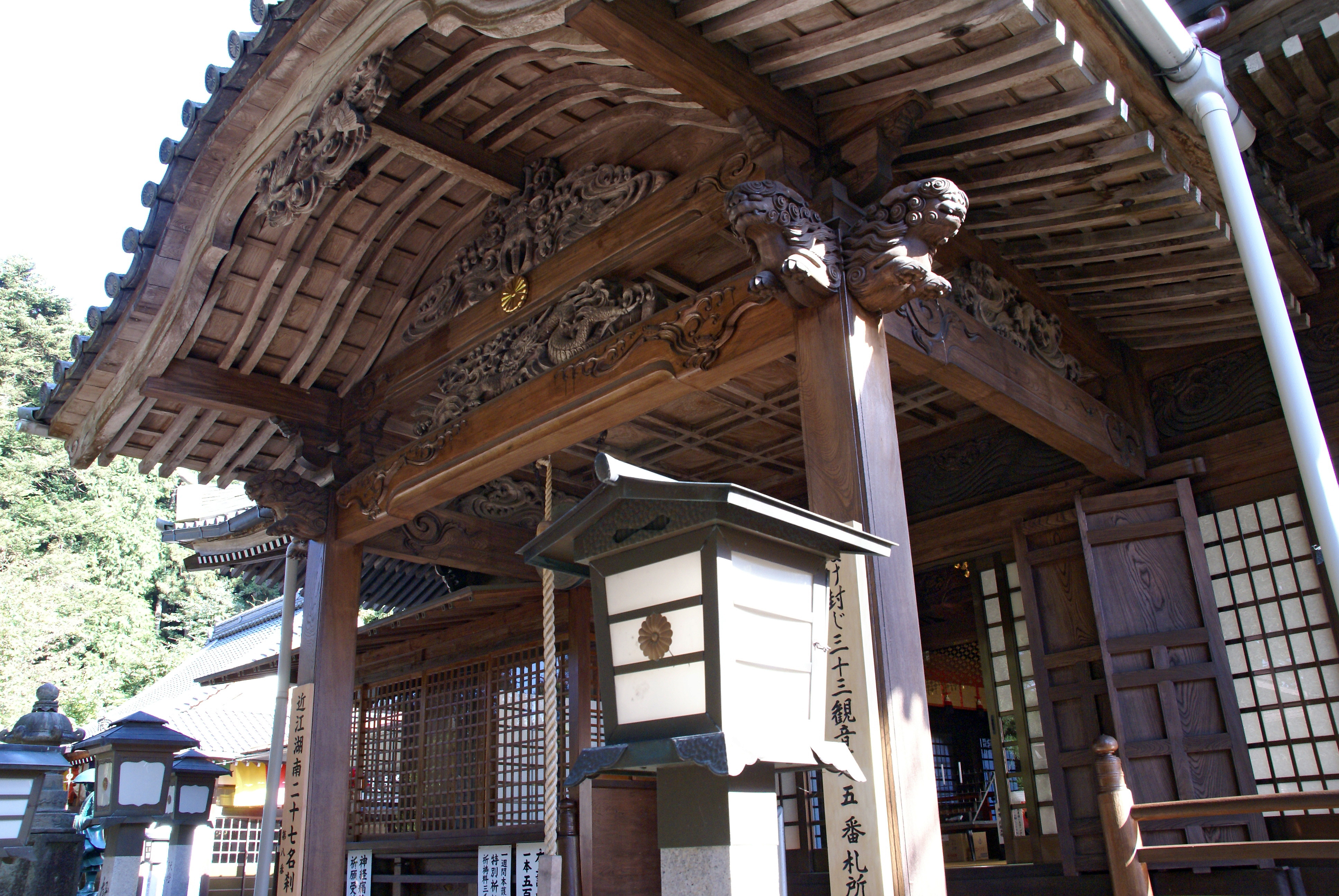
玉桂寺 本堂（2007年10月）

## 隣の駅
信楽高原鐵道
■信楽線
勅旨駅 - 玉桂寺前駅 - 信楽駅